# Harap Alb

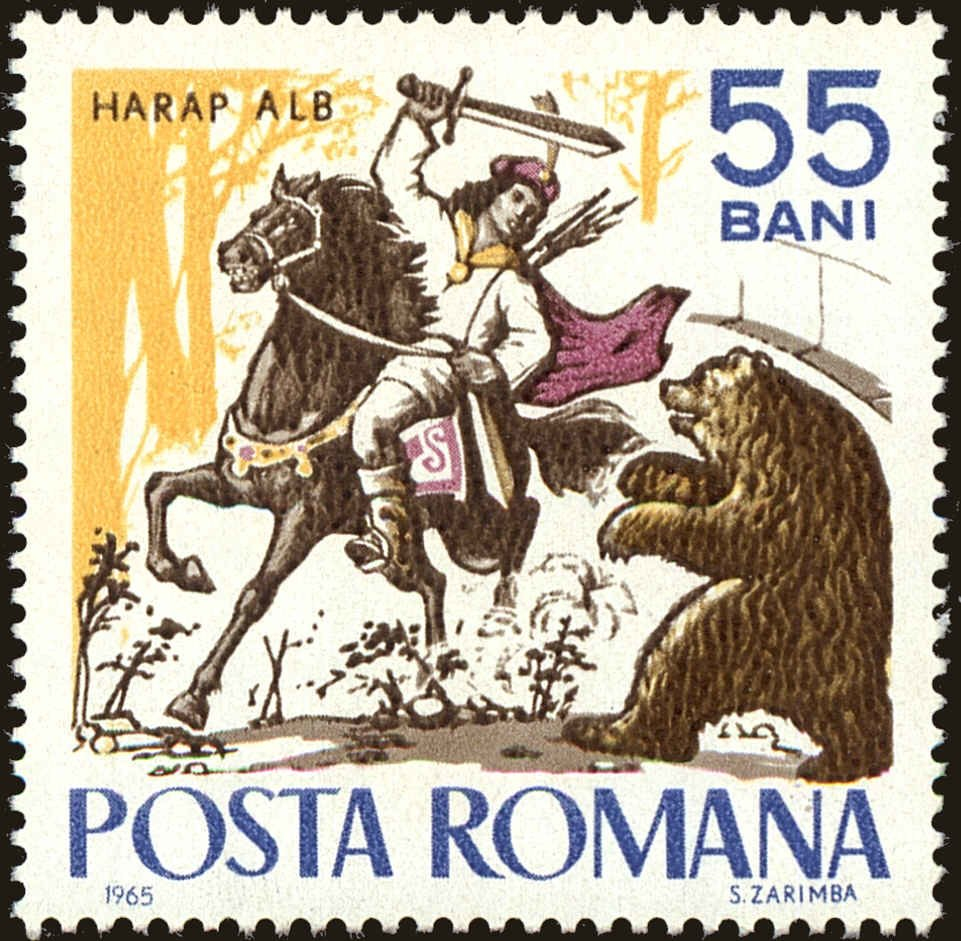
Harap Alb en un sello de Rumanía

"Harap Alb" o "Harap-Alb" es el protagonista, así como el título abreviado, de un cuento de hadas en rumano de Ion Creangă, cuyo título original es Povestea lui Harap Alb ("La historia de Harap Alb" o "La historia de Albarabí"). Harap Alb es el pequeño de tres príncipes que emprende un viaje para convertirse en heredero del emperador Verde, su tío, y que debe hacer frente a numerosas aventuras durante su viaje.
"Harap Alb" recibió mucha atención póstuma de los críticos literarios e inspiró obras de otros géneros, como, por ejemplo, la película De-aș fi Harap Alb de Ion Popescu-Gopo, una novela posmodernista de Stelian Țurlea y un cómic de Sandu Florea, junto a una de las tesis de Gabriel Liiceanu en el campo de la filosofía política .

## Nombre
Harap Alb en rumano significa "africano blanco" o "árabe blanco". La palabra harap es una forma antigua de arap, derivada de "árabe", que significa " persona negra " o " moro ". También puede referirse a un hombre apuesto, generalmente con rasgos oscuros.
Los arap o harap son una raza estereotipada en el folclore de los Balcanes, desde Turquía en el sur hasta la moderna Rumanía en el norte, a menudo, pero no siempre, retratada de una manera negativa.  Existen términos afines en albanés (arap en tosco, harap en guego) y en búlgaro (арап, arap o арапин, arapin ). 
El nombre también puede ser una alusión a la condición de esclavo del protagonista, a su "degradación y sumisión", ya que arap puede asociarse fácilmente con la trata de esclavos africanos o la esclavitud de minorías en la era de la esclavitud en Rumanía. El relato se convierte así en las tribulaciones del héroe por recuperar su "estatus humano". El nombre, que puede traducirse literalmente como "Negro Blanco", también ha sido considerado por el comparatista Vasile Măruţă como un ejemplo de oxímoron derivado de la tradición del absurdo en el folclore local. 
Para traducir el nombre del protagonista al español no existe una alternativa clara, podría llamarse Moro Albo o Moro Blanco (Albo también significa Blanco en español), o podría usarse Árabe en vez de Moro, pero se ha optado por Albarabí, dado que albar también significa blanco y que arabí es un término arcaico para la palabra árabe. De esta manera se combinan los significados del nombre original y fonéticamente se consigue un nombre con una sonoridad andalusí que concuerda con la temática árabe.

## Resumen de la trama

### Comienzo
La narración comienza con una fórmula estándar: los tres hijos de un rey son enviados en una misión, y el héroe, el benjamín, está destinado a tener éxito.
Un rey, cuyo nombre no se especifica, tiene un hermano, el Emperador Verde (Împăratul Verde) que está gravemente enfermo. Al no tener herederos varones, pues tiene tres hijas, el Emperador le ha escrito a su hermano el rey para que le envíe a uno de sus hijos que, si consigue llegar, heredará el trono del imperio. El reino y el Imperio están en los “márgenes” de la tierra, separados por tierras desoladas.
El hijo mayor acepta el desafío de su tío y el rey decide poner a prueba su valentía disfrazándose con una piel de oso y apareciendo en un puente del camino. El príncipe mayor regresa a casa aterrorizado. El monarca somete a su segundo hijo a la misma prueba, con el mismo resultado. Sin revelar su artimaña, el rey expresa su decepción en sus hijos, lo que provoca que el más joven rompa a llorar por la vergüenza y salga corriendo al jardín de palacio. Allí, una anciana mendiga le cuenta su buena fortuna: el príncipe más joven se convertirá en un glorioso emperador. Ella lo insta a intentar llegar hasta su tío, pero le advierte que para emprender el viaje debe usar las pertenencias que usó su padre cuando era joven: sus ropas de antaño, sus viejas armas ya oxidadas y el viejo rocín que montaba entonces. Tras decirle esto, la anciana desaparece ascendiendo hasta el cielo.
El príncipe más joven sufre las burlas de su padre, pero finalmente obtiene su permiso para emprender el viaje y le entrega todas sus viejas pertenencias, como así le había aconsejado la anciana al príncipe. El caballo lo podrá identificar siguiendo el consejo de la anciana: el elegido será el que se acerque en el establo a una bandeja llena de brasas para alimentarse. El joven príncipe sigue el consejo de la anciana y, efectivamente, un viejo rocín se acerca a las brasas. De repente se sacude tres veces y se transforma en un hermoso corcel. El corcel tiene el don del habla y se pone a conversar con su nuevo señor. Además es capaz de volar y se lleva a su señor hasta las nubes y la luna. El príncipe llega hasta el puente y soporta la artimaña del oso, y el rey, impresionado, le entrega la piel de oso como trofeo. Como palabras de despedida, el padre le dice que tenga cuidado "de los rojos y de los pelados".

### El Pelado (el Calvo)
La siguiente etapa del viaje lleva al príncipe a un bosque profundo habitado por el malvado Pelado (Spânul). El príncipe rechaza dos veces la oferta de servicios del Pelado, recordando la recomendación de su padre, pero a la tercera, perdido en el camino, cede y acepta su ofrecimiento. Mediante engaños, la criatura consigue atrapar al príncipe en el fondo de un pozo y, para dejarlo salir, le impone como condición que deben intercambiar sus papeles, de tal modo que el Pelado se convertirá en príncipe y el príncipe se convertirá en su criado. El príncipe, no viendo otra salida, acepta y jura sobre su espada que cumplirá su palabra, y el Pelado le comunica que a partir de ese momento se llamará Albarabí (Harap Alb) por ser albo de piel y por qué, a partir de ese momento, deberá comportarse como si fuese su esclavo arabí (árabe). 
Finalmente, los dos llegan al palacio del emperador y el Pelado se presenta como el hijo del rey, mientras que el joven príncipe actúa como su humilde criado y se hace llamar Albarabí (Harap Alb). El Emperador Verde los recibe sin sospechar nada, pero las hijas del Emperador descubren al amo golpeando a su criado y se lo reprochan. Desde ese día, las tres hermanas dudan de la nobleza de su primo y consideran que Albarabí se comporta de manera mucho más noble que su amo.
Las misiones del oso y del ciervo
Poco después, el Pelado envía a Albarabí a su primera misión peligrosa. El Pelado le ordena recuperar las "lechugas del Huerto del Oso", que tanto le gustan al Emperador Verde. Su caballo lo tranquiliza y, volando por los aires, lo lleva a una isla, donde se reencuentra con la anciana adivina, que ahora se identifica como "Santa Dominica" (Sfânta Duminică). Ella llena la fuente de agua del oso con una infusión somnífera a base de dormidera, miel y leche, y Albarabí, envuelto en la piel de oso que le había regalado su padre, recoge las lechugas antes de que la bestia despierte.
La segunda misión peligrosa de Albarabí es cazar al ciervo encantado cuya piel está tachonada de piedras preciosas y recuperar su cabeza y su piel. Con solo mirarte el ciervo es capaz de matar por lo que nadie que se haya enfrentado a él ha salido con vida. Santa Dominica le proporciona el yelmo y la espada del duende Altopalmo Barbacodo (un personaje del folclore rumano conocido como Statu-Palmă-Barbă-Cot). Siguiendo sus instrucciones, Albarabí se esconde en un pozo profundo y tiende una emboscada al ciervo, cortándole la cabeza de un solo golpe, luego regresa al agujero y espera hasta que el ciervo finalmente expira. Durante su espera, la cabeza cortada del ciervo llama con voz humana pidiendo verlo, pero, de haber obedecido, el "ojo envenenado" del ciervo lo habría matado.
La misión de la hija del Emperador Rojo
El regreso triunfal con las gemas acrecienta enormemente el prestigio de Albarabí, así como la estima que siente el Emperador Verde por él. El Pelado, carcomido por los celos, intenta atribuirse el mérito de haber entrenado a su criado con sus modales severos. Aunque el emperador parece aceptar esta explicación, sus hijas sospechan todavía más de él y deciden investigar más a fondo. Le piden a Albarabí que atienda la mesa durante un banquete que se va a celebrar, pero el Pelado hace jurar a su criado que no entablará conversación con las damas. Durante la celebración, una criatura parecida a un ave magistral (Pasărea măiastră) aparece por sorpresa y anuncia: "¡Bien que yantáis, libáis y disfrutáis, pero en la hija del emperador Rojo ni pensáis!". A continuación, se produce un animado debate sobre el tiránico Emperador Rojo (Împăratul Roșu) y su hija. Algunos invitados afirman que esta última es una bruja malévola y otros afirman que es el propio pájaro y que se ha convertido en ave para propagar el miedo. Posteriormente, el Pelado ofrece a Albarabí como voluntario para investigar el misterio y lo envía en una misión para capturar a la hija del Emperador Rojo.

### La expedición hasta el Emperador Rojo
Animales ayudantes
El viaje del príncipe comienza con un acto de compasión. Se encuentra con una procesión nupcial de hormigas en un puente, y en lugar de pisotearlas, decide dirigirse hacia las aguas profundas del río. Una hormiga alada, agradecida, le da sus alas, diciéndole que las queme en caso de necesidad y toda la colonia vendrá en su ayuda. El príncipe tiene un encuentro similar, esta vez con un enjambre de abejas . Deposita su sombrero para que el enjambre descanse y luego las lleva a una nueva colmena que fabrica él mismo ahuecando un tronco. En agradecimiento, la abeja reina le obsequia un ala con la que puede invocarla si en algún momento necesita ayuda.
Compañeros
Albarabí continúa el viaje y consigue cinco compañeros. El primero es Gelidón (en rumano Gerilă, de ger, "escarcha", y el sufijo diminutivo -ilă , que en español se convierte en el aumentativo -ón para reflejar los poderes sobrenaturales de estos compañeros), un hombre que tiembla incluso en verano, cuyo aliento frío se transforma en un vendaval que lo congela todo. Después de intercambiarse puyas, Gelidón responde: "Ríete tú, ríete, Albarabí, pero, allá adónde te diriges, nada conseguirás sin mí", y el príncipe cambia de opinión y acepta que el hombre lo acompañe. A ellos se unen Famelicón (en rumano Flămânzilă, de flămând, "hambriento"),  que puede engullir enormes cantidades sin satisfacer su apetito, Sedientón (en rumano Setilă, de sete, "sed") con la capacidad de beber sin fondo, Ojazón (en rumano Ochilă, de ochi, "ojo"), un hombre de mirada aguda cuya vista alcanza grandes distancias, y Pajarranchón Larguiruchón (en rumano Păsări-Lăți-Lungilă, de pasăre, "pájaro", a se lăți, "ensancharse" y a se lungi, "alargarse"), que puede crecer en cualquier dirección a voluntad y alcanzar alturas solo accesibles para los pájaros. Al principio, la reunión produce un desastre tras otro: bosques quemados, tierras esquilmadas, sequías, secretos desvelados y aves muertas. Albarabí es el único que no causa ningún destrozo.
El palacio del Emperador Rojo
El grupo finalmente llega a la corte del Emperador Rojo, donde Albarabí anuncia su intención de irse con su hija. El Emperador Rojo intenta eliminarlos alojándolos en una casa de bronce y ordenando que la calienten a una temperatura similar a la de un horno, pero Gelidón la enfría con su aliento gélido. Como táctica dilatoria, el Emperador Rojo invita al grupo a un banquete, solo para presenciar con alarma cuán rápidamente su comida y bebida son consumidas por Famelicón y Sedientón. El emperador decide entonces someterlos a una prueba: deben separar una fanega de semillas de amapola de una cantidad equivalente de arena fina en el espacio de una noche, lo cual parece imposible, pero lo consiguen gracias a la ayuda de las hormigas. El monarca entonces les dice a los héroes que, si quieren a su hija, deben protegerla y seguirla durante una noche entera, diciéndoles también que él ignora adónde se dirige. A medianoche, la princesa se transforma en pájaro y escapa del palacio, pero, aunque se refugia en los lugares más inaccesibles, desde "la sombra del conejo" hasta el otro lado de la Luna, es rastreada por Ojazón y finalmente capturada por Pajarranchón Larguiruchón.
El Emperador Rojo exige entonces una prueba final: Albarabí debe distinguir a su hija real de su hija adoptiva, que es su doble exacta. El protagonista logra esto con la ayuda de la abeja reina, que identifica a la verdadera princesa y se posa en su mejilla. Un último desafío lo plantea la propia muchacha, en forma de carrera entre su tórtola y el caballo de Albarabí, para ir al lugar "donde las montañas se topan entre sí", y recoger tres ramitas de su manzano, tres medidas de agua de la vida y tres medidas de agua de la muerte. Aunque el corcel es más lento, a la vuelta le obliga al pájaro a entregarle los objetos y, por lo tanto, el caballo es el primero en regresar con los objetos. La princesa acepta el resultado como su destino y acompaña voluntariamente a Albarabí.

### Triunfo
Los compañeros de Albarabí se dispersan y regresan a sus lugares de origen. Albarabí se enamora de su rehén y se entristece ante la perspectiva de tener que entregarla al Pelado.
En la corte del Emperador Verde, el Pelado, cautivado por la hija del Emperador Rojo, intenta tomarla en sus brazos, pero ella lo rechaza por completo, exponiendo al Pelado como un farsante y declarando que su prometido (es decir, su futuro esposo) es el verdadero sobrino del emperador, que no es otro que Albarabí. El Pelado, enfurecido, corta la cabeza del héroe con la espada sobre la que el príncipe hizo su juramento. El corcel agarra al Pelado con sus dientes, vuela alto hasta el cielo y lo deja caer al suelo. La princesa cura la cabeza y el cuerpo del príncipe, y gira la rama de manzano tres veces sobre su cabeza, sanando así las heridas con el agua de la muerte y reviviéndolo con el agua de la vida. La historia termina con una magnífica boda entre Albarabí, reconocido como sucesor del Emperador Verde, y la hija del Emperador Rojo, una fiesta que, según el relato del narrador, dura "hasta el día de hoy".

## Estilo y simbolismo

### Rasgos genéricos
Debido a su muestra de intrincadas tradiciones narrativas y su uso de símbolos, "Harap Alb" ha sido tradicionalmente un punto de interés crítico y ha producido diversas interpretaciones. George Bădărău, que llama a la historia en su forma registrada un "cuento de hadas culto", la analiza como una "novela de aventuras concisa [...] que tiene un carácter ético y didáctico acentuado". Bădărău, que analiza la "gran complejidad temática" de la obra, también sostiene: "en líneas generales, el cuento de hadas de Creangă sigue el patrón arquetípico del cuento de fantasía popular". De manera similar, el investigador Mircea Braga señala que el texto es uno de los muchos de Creangă en los que se sigue de cerca un patrón tradicional de inspiración folclórica. Según él, esto se estructura en torno a tres soluciones narrativas, la primera de las cuales es una "situación perturbadora": en este caso, el "viaje extremadamente difícil" que emprende el joven príncipe. El evento inicial es seguido por una serie de desafíos que invocan la acción de fuerzas superiores a las humanas, "un torbellino de eventos incontrolables, que el héroe consigue dominar con el apoyo de seres sobrenaturales y objetos mágicos". Un tercer elemento, el final feliz, consagra la victoria del bien sobre el mal y a menudo reparte justicia de forma inflexible e inmisericorde. Braga también ve "Harap Alb" como una obra cumbre entre las contribuciones literarias de su autor, situándolo por encima de escritos con temáticas similares como La historia del cerdo. Según el historiador literario George Călinescu, la obra también sirve para ilustrar el interés de Ion Creangă en estructurar cada una de sus narraciones en torno a una moraleja específica, en este caso: "que los hombres con talento se harán merecedores de una gran reputación independientemente de su apariencia".
El propio escenario narrativo del cuento ha sido objeto de escrutinio crítico. Según el historiador y crítico literario Garabet Ibrăileanu, se trata de «una proyección hacia lo fabuloso del mundo campesino, capturado en su etapa arcaica, organizado al estilo homérico». La versión definitiva, que localiza patrones dialécticos y basa las interacciones entre personajes en las jerarquías de un pueblo, permite a los críticos identificar el escenario como la región natal del escritor, Moldavia, y probablemente incluso el área rural alrededor de Târgu Neamț.  El efecto se ve subrayado cómo Ion Creangă recurre a la oralidad y sus muestras de humor rumano: la técnica narrativa se enriquece con descripciones, diálogos, autointerrogatorios del narrador, interjecciones, chistes, fragmentos de poesía popular y otros elementos pintorescos. George Călinescu destaca especialmente la manera en que la narrativa de Creangă se basa en el habla campesina, y cómo sus matices sirven para distinguir personajes individuales, todo lo cual, cree él, existe dentro del marco del "realismo lúdico". George Bădărău considera el "placer de contar [cursiva de Bădărău], el entusiasmo y el optimismo" del escritor como contribuciones instrumentales, comparando el estilo de Creangă con el de sus predecesores François Rabelais y Anton Pann. Entre los rasgos estilísticos genéricos identificados por Bădărău está el uso repetido y diverso de la hipérbole "homérica" en la historia, desde la presencia de seres sobrenaturales hasta la transformación del final feliz en una fiesta eterna. Otro elemento definitorio del relato es la pausa efectista, marcada visualmente por la elipsis y posiblemente originada en la tradición oral, donde también pudo haber permitido a los narradores descansar sus voces. Según el académico francés Michel Moner, "Harap Alb" es uno de los cuentos que ilustran estas técnicas "a la perfección".
Entre los elementos que localizan el paisaje narrativo, la colección de objetos manejados por el príncipe indigente a lo largo de su búsqueda es vista por Bădărău como representativa de la "civilización arcaica" y la "tradición olvidada", que culmina en la concesión de una espada, el "símbolo del valor caballeresco". En opinión de Mircea Braga, muchos de ellos son medios para un fin, que "pueden 'perderse' sin consecuencias para el desarrollo posterior de la narrativa, como sucede, por ejemplo, con el casco y la espada de Altopalmo Barbacodo (Statu-Palmă-Barbă-Cot)". Los animales se comportan en su mayoría como se supone que deben hacerlo, modificando ocasionalmente su comportamiento en beneficio de la trama: "el caballo extraordinario no podrá evitar perderse en el bosque" y "no podrá evitar la artimaña del Pelado", pero "conducirá [al príncipe], sin extraviarse, a la casa de Santa Dominica" y "será él quien mate [al Pelado]". Basándose en estudios previos, Braga concluye también que la relación del simbolismo relacionado con la caza tanto en las misiones como en los objetos que sirven para superarlas es una pista del origen antiguo del cuento. En la visión de la comparatista Liliana Vernică, estos elementos representan varios aspectos del universo. Así, los objetos heredados del rey debían simbolizar la "naturaleza" y "las virtudes del padre: la inteligencia (el caballo), la belleza (la ropa), la virilidad (las armas) y el dominio de sí mismo (la brida)". 

### El protagonista y sus ayudantes
La figura del príncipe en torno al cual gira la trama ha sido definida por diversos investigadores como una variante del Príncipe Azul rumano, o Făt-Frumos, y a través de él de varias otras figuras heroicas del folclore europeo. Citando la evaluación anterior del investigador Emil Bucuța, el historiador literario Virgiliu Ene habló de similitudes entre Albarabí, el Príncipe Azul y Sigfrido del Nibelungenlied (quien, señalan Bucuța y Ene, también se esconde en un pozo mientras espera matar al monstruo Fafnir).
Los críticos consideran que la búsqueda del héroe epónimo es equivalente a un rito de iniciación, o más específicamente a una búsqueda de mayoría de edad.  La finalidad de este proceso, señala Bădărău, es la realización "social, ética y erótica" de Albarabí. Según Liliana Vernică, el proceso de alcanzar la "madurez espiritual" es complejo, involucrando tres etapas y, respectivamente, tres niveles narrativos: el "sufrimiento" que Albarabí evidencia después de ser avergonzado por sus hermanos, la "muerte" simbólica que viene al ceder a la artimaña del Pelado, y el "renacimiento" ilustrado por sus hazañas.  Según Bădărău, "Harap Alb" retrata el "código moral nacional" de los rumanos, caracterizándose por un "comportamiento natural" en oposición a "propiedades sobrenaturales", evidenciando "bondad, inteligencia, sensibilidad, laboriosidad, paciencia, discreción" y "sentido moral, ingenio, jovialidad". El objetivo de Creangă de presentar al príncipe como una figura familiar y simpática, señala el crítico, está delineado por varios elementos de la historia: "El protagonista solloza cuando su padre lo regaña, se tapa la boca [con incredulidad] y cae víctima con demasiada facilidad del Pelado". De manera similar, George Călinescu se refirió a los viajes de los tres príncipes como equivalentes a "un campesino de Bistrița que parte en un viaje maderero ". Vernică, quien señala que el rey disfrazado de oso guarda "el umbral entre los espacios familiares y sociales", también observó que la aceptación por parte del príncipe de su búsqueda original, como se describe en la narración de Creangă, "no es por su propia voluntad [...], sino más bien para aliviar el dolor de su padre".
En opinión de Bădărău, la principal característica que distingue el relato de Ion Creangă de sus fuentes de inspiración es su tratamiento de los otros personajes: "En Creangă, los personajes ya no son simbólicos, abstractos (como en los cuentos de hadas populares), sino que muestran una individualidad psicológica, campesina [...], dentro de un marco que mezcla lo sobrenatural y lo real". Considera que esto es especialmente cierto para los "cinco amigos fabulosos" del príncipe (Ojazón, Sedientón, Gelidón, Famelicón, Pajarranchón Larguiruchón), cuya elección de nombres, "que definen el rasgo de carácter que los individualiza", es "una particularidad del cuento de hadas de Creangă [cursiva de Bădărău]". Braga subraya el carácter fortuito de la presencia de estos personajes en la historia, que también cree relevante para Santa Dominica y para el caballo de Albarabí: "[todos ellos] no son más que 'ayudantes', con poderes más o menos sobrenaturales, que se nos aparecen como fuerzas cuyo ejercicio es invocado por el propio desarrollo de la 'prueba'". En la interpretación de Vernică, también podrían representar manifestaciones antropomorfizadas de las propias "energías" del héroe, que se supone que éste está poniendo en uso. La crítica Simona Brânzaru sitúa las representaciones de Famelicón y Sedientón en conexión con las ideas del filósofo ruso Mikhail Bakhtin sobre la "filosofía del Gaster" (es decir, el vientre), pues ambos "parecen algo contentos de haber sacado a su amigo de apuros", al tiempo que señala: "Como en cualquier cuento de hadas, ya sea en su versión culta, nada es accidental". 

### Los enemigos

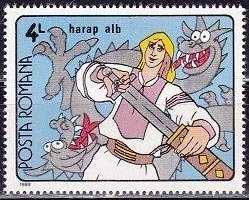
Sello de Harap Alb

El Pelado, a pesar de su rústico "discurso campesino", (Spânul) se representa como la antítesis malvada y despótica de Albarabí.  Liliana Vernică también ve en el villano un "doble" del protagonista, alguien que toma el control total de la mente de su víctima a través de la persuasión. El historiador Adrian Majuru sin embargo proporciona una teoría etnográfica sobre la figura, colocándola en relación con la historia rumana . De este modo, compara al Pelado y a otros antagonistas sin pelo del folclore rumano con imágenes negativas de los tártaros invasores, quienes, a diferencia de sus adversarios rumanos, habitualmente se afeitaban el cráneo. 
Según el etnólogo Pavel Ruxăndoiu, la calvicie característica también tiene el atributo de un presagio, correspondiente a la visión tradicional de que Dios marca a los hombres peligrosos. Llega a una conclusión similar con respecto al fragmento en el que el Pelado se hace pasar por el "hombre rojo" ( omul roșu ), señalando que podría leerse como un proverbio (en línea con varios dichos rumanos atestiguados, que advierten contra mantener compañía con personas "salvajes" o "locas").
Descrito por el investigador de literatura infantil Muguraş Constantinescu como "malvado y astuto", el Emperador Rojo es el antagonista secundario de la historia. El adjetivo que lo designa evidencia una tradición folclórica que asocia una gama de características negativas o malignas con el color rojo. En este contexto, varios otros cuentos de hadas locales hacen referencia a un conflicto perpetuo entre un Emperador Rojo por un lado, y uno Verde o Blanco por el otro. Según el lingüista Lazăr Şăineanu, el monarca designado como "rojo" es retratado en dichos relatos como "el tirano más cruel de su tiempo", y un tema común es el de obligar al héroe a resolver "enigmas" bajo pena de muerte. En la versión de Creangă, señala George Călinescu, tales atributos están acompañados por la manera del personaje de expresarse con "vulgaridad crasa" (el crítico lo cita invocando al diablo y comentando la disponibilidad sexual de su hija en diálogos con el príncipe).
Majuru, basándose en las observaciones realizadas inicialmente por Șăineanu, señala que el Emperador Rojo, así como el críptico presagio del "hombre rojo", aluden a otro aspecto de la lucha étnica: un posible conflicto medieval temprano entre los lugareños y los intrusos jázaros, o " judíos rojos ".  Vernică cree que la hija del emperador representa el logro del objetivo final del príncipe, el de controlar su propia vida, y que su matrimonio es una "hierogamia entre la Virgen-Madre-Tierra y el Acuario-Padre-Cielo".
Las características del Emperador Verde contrastan fuertemente con las de su contraparte malvada. Es, según Constantinescu, «bueno, caritativo, acogedor», «un anfitrión perfecto» y «un sabio que, con responsabilidad y serenidad, prevé el orden adecuado de las cosas». Basándose en un comentario anterior de George Călinescu, Constantinescu ve la figura del monarca, su asociación con el color verde y su aprecio por la lechuga, como la personificación de un estilo de vida saludable y la preservación de la vitalidad en la vejez. En su acuerdo implícito de que el príncipe actúe como pretendiente de la hija del Emperador Rojo, Vernică ve una prueba de que el "anciano sabio" juega un papel en el despertar sexual de Harap Alb y en "despojar al príncipe de su ego ".
Santa Dominica, que en cierta medida se asemeja al Emperador Verde, ilustra también una visión positiva de la vejez. El personaje aparece en otros dos cuentos de Creangă ("La historia del cerdo" y "La hija del anciano y la hija de la anciana"), pero, según Muguraş Constantinescu, su representación en "Harap Alb" es "la más compleja". El investigador analiza las intrincadas representaciones religiosas de Santa Dominica, como lo evidencian "Harap Alb" y los otros textos: las narraciones alternan entre los temas de la mitología cristiana (la posición sagrada de los domingos en el calendario litúrgico ) y el paganismo (la reina de las hadas, o zâne ). Según Constantinescu, Santa Dominica es «un ser terrenal, ligado a las plantas y a las flores», cuya morada en la isla es «símbolo de aislamiento y de feliz soledad», pero también un «ser aéreo» que muestra «la ligereza de las nubes». Según Vernică, ella y el semental de Albarabí son figuras clave en el primer nivel narrativo y "emergen del reino de lo real como manifestaciones de energías". Su primera aparición en la historia, propone el investigador, toma prestadas las imágenes de los ángeles y representa "una iluminación de la mente por parte de Dios". George Bădărău ve en Santa Dominica a "una mujer poderosa" que desempeña un papel esencial en los rituales de mayoría de edad de la sociedad rural tradicional, pero también a una mujer santa "bajo la apariencia de una campesina".
Además, Constantinescu hace hincapié en la alternancia de atributos juveniles y provectos: "A pesar de su edad multicentenaria, manifiesta una vivacidad y una agilidad física bastante sorprendentes". Según el mismo comentarista, el encanto de la santa sobre el príncipe proviene de su discurso "cautivador", cuyo contenido es "mitad humilde, mitad irónico", así como de sus otros "poderes sobrenaturales".

### Clasificación
En el Índice Aarne-Thompson-Uther, este cuento literario muestra elementos en la trama de los tipos 531, " El caballo inteligente "; 513A, " Cómo seis se abrieron camino en el mundo "; y 554, " Los animales agradecidos ". 

## Impacto cultural y homenajes
La historia de "Harap Alb" tuvo un impacto considerable en la literatura rumana posterior, a través de su presencia en comentarios críticos, así como a través de homenajes en otras obras de ficción. También tocó otras áreas de la cultura local, comenzando en el período de entreguerras, cuando el compositor Alfred Mendelsohn la convirtió en un ballet.  Varias interpretaciones ideológicas de la narrativa surgieron después de la Segunda Guerra Mundial, tanto en Rumania como en la República Socialista Soviética de Moldavia (una parte de las áreas de Basarabia, más tarde independiente como Moldavia). Replicando en parte las interpretaciones marxistas-leninistas oficiales de esta última región, el historiador literario Vasile Coroban describió al personaje de Albarabí como un exponente de la lucha de clases, viendo su victoria sobre el Emperador Rojo como premonitoria de "la caída del régimen burgués-terrateniente".  Durante las dos últimas décadas del período comunista de Rumania, bajo el gobierno de Nicolae Ceauşescu, la recuperación del discurso nacionalista como dogma nacional comunista también alentó el nacimiento del protocronismo, una corriente controvertida que reivindicaba el precedente rumano en la cultura. En un volumen de 1983 de uno de sus teóricos, Edgar Papu, se expone que "Harap Alb" anticipó La obra abierta, un influyente volumen del semiólogo italiano Umberto Eco, una conclusión que el historiador literario Florin Mihăilescu describió más tarde como una muestra de la "obsesión exegética" de Papu, carente tanto de "sentido del humor" como de "sentido de la realidad".
Llevada por primera vez a los escenarios rumanos en las adaptaciones homónimas de Ion Lucian (una de las primeras producciones estrenadas por el Teatro Infantil Ion Creangă) y Zoe Anghel Stanca,  "Harap Alb" también fue el tema de una película rumana de 1965, dirigida por el célebre cineasta Ion Popescu-Gopo. Titulada De-aş fi Harap Alb, se destacó por sus referencias irónicas a la modernidad (por ejemplo, cuando muestra a Pajarranchón Larguiruchón usando una flecha de tres etapas).  La película fue protagonizada por Florin Piersic, quien estaba en su tercera colaboración con Popescu-Gopo.  Más tarde, la historia original también fue utilizada por el artista Sandu Florea como base para un cómic, lo que le valió un premio Eurocon. Igor Vieru, uno de los principales artistas visuales de la República Socialista Soviética de Moldavia, también fue conocido por sus ilustraciones para la historia, que sus discípulos luego convirtieron en murales para la cafetería Guguţă en Chişinău.  Además, la historia influyó en una canción de Mircea Florian, incluida en el álbum de 1986 Tainicul vîrtej . 
"Harap Alb" continuó influyendo en el discurso político y social de Rumania después de que la Revolución de 1989 derrocase el comunismo. En un ensayo de 2004 incluido posteriormente en su volumen Despre minciună ("Sobre las mentiras"), el filósofo Gabriel Liiceanu utilizó una secuencia de la historia, aquella en la que el Pelado logra convencer a todos de que es el hijo del rey, para construir una metáfora crítica de la propia historia poscomunista de Rumanía. Liiceanu acusó al sistema político que había surgido en 1989 de promover la corrupción política en lugar de la reforma: "El 'signo del pelado' es el signo de una tiranía incipiente, que se originó con el acto catárticamente interrumpido de la Revolución de Diciembre y un Albarabí que ha sido silenciado. [...] Pero [...] llega un momento en que la corrupción se vuelve extrema, cuando se vuelve evidente para cualquiera, cuando todos descubren que el Pelado es el Pelado y no Albarabí. En ese momento, un pueblo debería tener una oportunidad extraordinaria de encontrar un Albarabí vivo". La metáfora también trazó un paralelo entre el protagonista del cuento de hadas y las teorías de Nicolás Maquiavelo sobre el príncipe ideal, ambos tomados como símbolos de hombres capaces de actuar contra la percepción pública en pos del bien común (ver Maquiavelismo). Al comentar esta visión, el ensayista y analista político Arthur Suciu argumentó que el "Albarabí viviente" al que se refería Liiceanu puede haber sido Traian Băsescu, elegido presidente de Rumanía durante las elecciones de 2004. Otra interpretación de la historia en relación con las realidades del siglo XXI proviene del erudito indio Jacob Srampickal. Pone de manifiesto la manera en que el protagonista y su comunidad cooperan, y tras elegir "Harap Alb" como "una de las mejores metáforas" de la interdisciplinariedad, señala: "mientras cada participante desempeñaba su papel en el momento adecuado, la conciencia de la misión siempre perteneció al héroe". 
En 2004, la historia de Creangă fue sometida a una reinterpretación posmoderna, con la novela Relatare despre Harap Alb de Stelian Ţurlea ("Un informe sobre Albarabí"). Los recursos argumentales que lo separan del original incluyen la ubicación de los eventos en varios lugares reales (desde Sudamérica hasta el Océano Ártico), citas ocultas de escritores clásicos como François Rabelais, William Shakespeare y Pierre Corneille, y representaciones del Pelado como un personaje maquiavélico (en el sentido negativo) y del Emperador Verde como el reverenciado Príncipe moldavo Esteban el Grande.  Una nueva adaptación teatral del cuento original, dirigida por Cornel Todea con música de Nicu Alifantis, se estrenó en 2005 en el Teatro Infantil Ion Creangă de Bucarest .